# Friedrich Christian Kielman von Kielmansegg

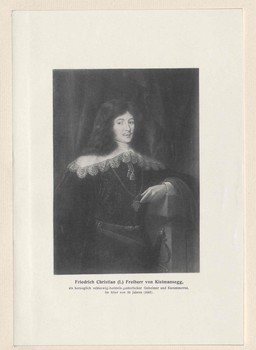
Friedrich Christian Kielman von Kielmansegg (1665)

Friedrich Christian Kielman von Kielmansegg (* 1. Februar 1639 in Schleswig; † 25. September 1714 in Hamburg) war ein Diplomat in herzoglich Schleswig-Holstein-Gottorfschen und königlich dänischen Diensten, Dompropst in Hamburg und Domherr in Lübeck.

## Leben
Kielman von Kielmansegg war der zweite Sohn von Johann Adolph Kielmann von Kielmannsegg. 1651 schrieb er sich zusammen mit seinen zwei Brüdern an der Universität Rostock ein. Gemeinsam mit seinem älteren Bruder Hans Heinrich und dem Hofmeister Benssen unternahm er 1655 eine Kavalierstour, die ihn nach Venedig, Rom und Neapel führte. 1652 wurde er Domherr in Lübeck, anschließend herzoglicher Vice-Hofmeister und Kammerjunker bei Fürstbischof August Friedrich.
Herzog Friedrich III. ernannte ihn zum Kammer- und Landrath, und unter dessen Nachfolger Christian Albrecht wurde Friedrich Christian enger Mitarbeiter in der herzoglichen Regierung an der Seite seines Vaters, so bei der Gründung der Universität Kiel 1665. 1662 begleitete er Christian Albrecht bei dessen Reise nach Schweden und reiste 1666 in diplomatischer Mission an den kurfürstlich brandenburgischen Hof in Kleve.
Bei der Verhandlung des Vergleichs zwischen Dänemark und Herzog Joachim Ernst von Schleswig-Holstein-Sonderburg-Plön wegen dessen Erbansprüchen auf die Grafschaften Oldenburg und Delmenhorst im Februar 1671 vertrat Kielman Schleswig-Holstein-Gottorf als Bevollmächtigter. Es gelang ihm jedoch nicht, die Erbansprüche des Gottorfer Herzogs durchzusetzen.
1672 konnte er das Gut Kohoved, Ludwigsburg erwerben, wo er die Bunte Kammer einrichten ließ. Als Kirchenpatron ließ er die Marienkirche in Waabs renovieren.  Anfang 1676 war er Vizepräsident der holsteinischen Regierung und Amtmann der herzoglichen Ämter Trittau, Reinbek und Mohrkirch. Zusammen mit seinem Vater und seinen Brüdern wurde er jedoch im Frühjahr von den Dänen gefangen genommen und nach Kopenhagen gebracht, wo sein Vater im Juli im Gefängnis starb. Friedrich Christian und seine Brüder kamen gegen ein hohes Lösegeld 1677 frei.
Friedrich Christian zog nach Hamburg, wo er zunächst wieder die Gunst des dort im Exil lebenden Herzogs Christian Albrecht genoss. Wenig später fielen die Brüder jedoch in Ungnade, so dass sie sich kaiserlichem und königlich dänischem Schutz unterstellten. Kaiser Leopold I. ernannte Friedrich Christian zum kaiserlichen Rat und erhob ihn und seine Brüder 1679 in den Reichsfreiherrenstand. Im selben Jahr erwarb Kielman Gut und Schloss Wandsbek, das er 1705 an seinen Schwiegersohn Joachim von Ahlefeldt verkaufte. Kohoved hatte er bereits 1690 verkauft. 1701 folgte die Ernennung zum dänischen Geheimrat durch König Christian V. 1705 wurde er Senior des Domkapitels in Lübeck. Bei der Bischofswahl nach dem Tod von Fürstbischof August Friedrich von Schleswig-Holstein-Gottorf 1705, die von einer militärischen Auseinandersetzung und zu Weihnachten 1705 von der Belagerung und Besetzung von Schloss Eutin durch die Dänen begleitet war, gehörten die Brüder Kielmansegg zur letztlich unterlegenen Partei im Kapitel, die den dänischen Koadjutor, Prinz Carl von Dänemark (* 26. Oktober 1680; † 8. August 1729), einen jüngeren Bruder des dänischen Königs Friedrich IV. unterstützte. Durch diplomatisches Eingreifen der englischen Königin Anne sowie der Generalstaaten und nach Zusicherung einer Rente wurde dieser jedoch zur Aufgabe seines Anspruches gebracht, so dass der Kandidat der gottorfischen und mit Schweden verbündeten Partei Christian August von Schleswig-Holstein-Gottorf die Nachfolge antreten konnte. Endgültig beigelegt wurde die Auseinandersetzung erst nach Abschluss der Altranstädter Konvention, als Christian August 1709 vom Kaiser mit dem Hochstift Lübeck belehnt wurde.
In seinen letzten Lebensjahren betätigte er sich mit gelehrten Studien und als Verfasser zahlreicher Schriften. Er litt heftig unter Podagra (Gicht) und starb daran 1714. Er wurde in der Familien-Grabkapelle am Hamburger Dom beigesetzt. Nach zwei Umbettungen befindet sich sein Grab nunmehr auf dem Ohlsdorfer Friedhof in der Abteilung Althamburgischer Gedächtnisfriedhof.

## Familie

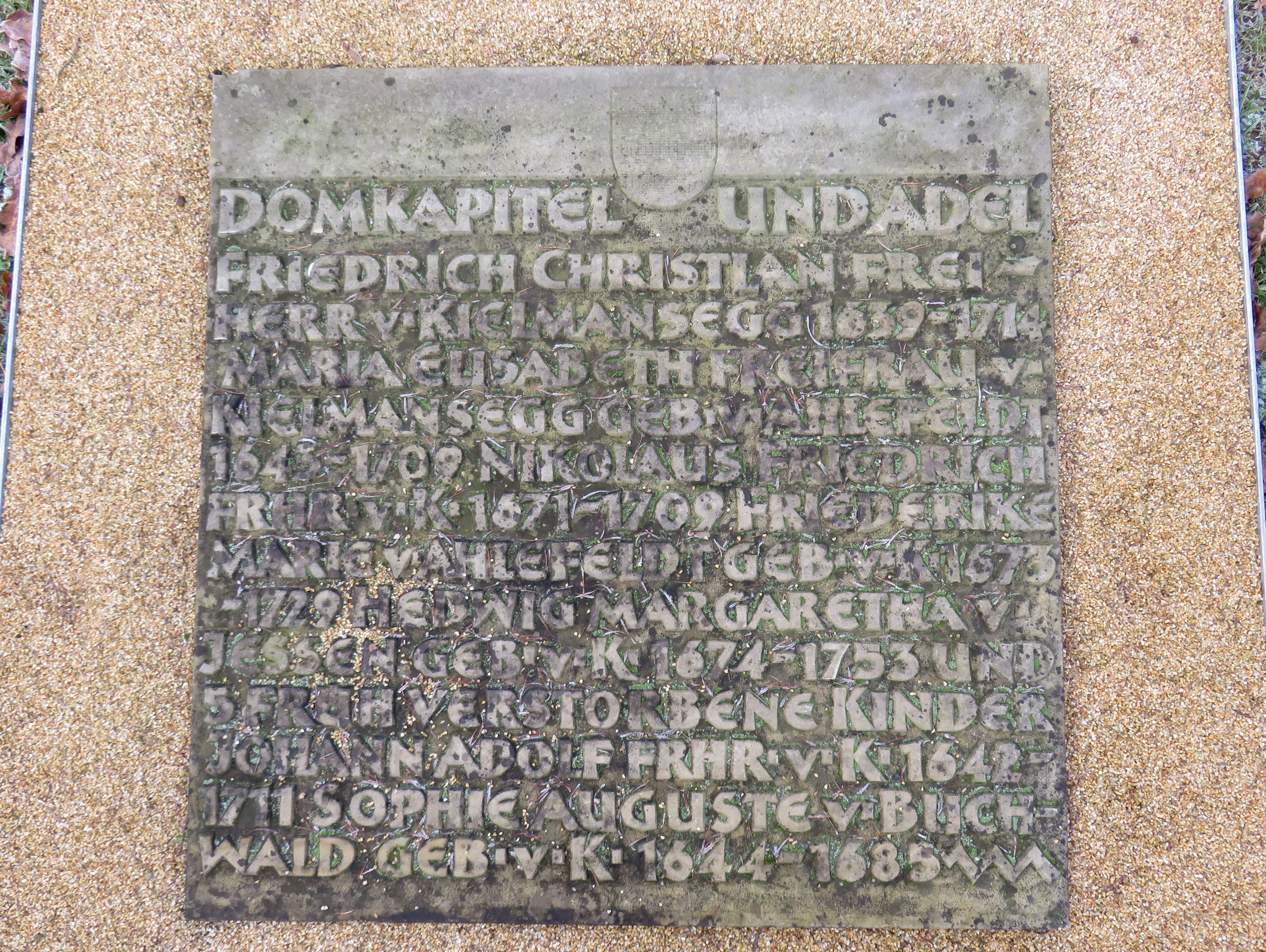
Friedrich Christian Freiherr von Kielmansegg, Sammelgrabplatte Domkapitel und Adel,
Friedhof Ohlsdorf

Seit 1666 war er verheiratet mit Marie Elisabeth (* 1643; † 23. September 1709), einer Tochter des königlich dänischen Feldmarschalls Nikolaus von Ahlefeld auf Gelting und Fresenhagen und dessen Frau Anna Hedwig, geb. von Rantzau. Das Paar hatte elf Kinder:
- Christian August (* 19. April 1667; † 1734), gestorben in geistiger Umnachtung auf Gut Muggesfelde (Nehms)
- Johann Adolph (* 30. September 1668; † 1717), Hofbeamter in Hannover und London, verheiratet mit Sophia Charlotte von Platen-Hallermund
- Nikolaus Friedrich (* 25. Juni 1671; † 17. Juni 1701), braunschweig-lüneburgischer Offizier
- Friederike Marie (* 23. Januar 1673; † 1729), verheiratet mit Joachim von Ahlefeldt (1670–1744), Erbherr von Gut Westensee
- Hedwig Margarethe (* 19. Juli 1674; † 9. Oktober 1753), verheiratet mit Konrad von Jessen (1664–1704)
- Marie Elisabeth (* 13. September 1675; † 16. September 1676)
- Christian (* 28. Dezember 1676; † 1. Dezember 1677)
- Christian Friedrich (* 30. Januar 1678; † November 1680)
- Hans Heinrich (* 13. September 1679; † 1724)
- Friedrich Christian (* 5. November 1680; † 21. September 1681)
- Marie Elisabeth (* 13. Oktober 1681; † 31. Januar 1683)

## Bibliothek
Friedrich Christian Kielman von Kielmannsegg hinterließ eine Bibliothek von über 50.000 Bänden, deren Grundstock schon sein Vater gelegt, die er selbst aber stark vergrößert hatte. Die Bibliothek kam im Erbgang an seinen Sohn Johann Adolph und wurde nach dessen 1717 erfolgtem frühen Tod ab 1718 verkauft. Dazu erschien ein gedruckter vierbändiger Katalog. Nach den Forschungen des schwedischen Bibliothekars Otto Walde finden sich Bücher daraus heute außer in Hamburg auch in Hannover und Göttingen sowie in der Königlichen Bibliothek in Kopenhagen und der Universitätsbibliothek in Oslo. Die meisten seiner Bücher tragen unten auf dem Titelblatt seine Initialen FCKvK oder FCBdK.

### Nachlasskatalog
- Bibliothecae Kielmans-Eggianae Pars 1-4, 4 Bände, Christian Liebezeit, Hamburg 1718–1721